# Yonkers
Yonkers (fundada en 1872) es una ciudad ubicada en el condado de Westchester, en el Estado estadounidense de Nueva York. En 2008, tenía una población de 201.588 habitantes y una densidad de población de 4.189,9 personas por km², convirtiéndola en la cuarta ciudad más poblada del Estado y la más poblada del condado.

## Geografía
Yonkers se encuentra ubicada en las coordenadas 40°56′29″N 73°51′52″O / 40.94139, -73.86444. Según la Oficina del Censo, la ciudad tiene un área total de 52,6 km² (20,3 mi²), de la cual 46,8 km² (18,1 mi²) es tierra y 5,8 km² (2,2 mi²) (11.02%) es agua. Yonkers está en la frontera del municipio del Bronx en la ciudad de Nueva York y está a 3 km (2 mi) al norte de Manhattan en los puntos más cercanas de las ciudades.

## Demografía
Según la Oficina del Censo en 2000 los ingresos medios por hogar en la localidad eran de $44,663, y los ingresos medios por familia eran $53,233. Los hombres tenían unos ingresos medios de $41,598 frente a los $34,756 para las mujeres. La renta per cápita para la localidad era de $22,793. Alrededor del 13.0% de la población estaban por debajo del umbral de pobreza.

## Educación
Las Escuelas  de Yonkers son de gestión pública.

## Hijos ilustres
- Ella Fitzgerald
- Steven Tyler
- Jon Voight
- Mary J. Blige
- DMX
- Ray Campi
- Thomas Mikal Ford
- Gregory Rabassa
- Jadakiss
- Outasight
- Chip Taylor
- Alfonso Zapata
- Jon Voight
- Steve Ridzik
- Kevin Puts
- Gene Krupa
- David Berkowitz - conocido como el Son of Sam
- Tommy Dreamer
- Eva Rojas

## En la cultura popular
La miniserie de la cadena por cable HBO, Show Me a Hero, transcurre y fue filmada en Yonkers.
El rapero Tyler, the creator publicó en 2011 su primer álbum, Goblin, que incorpora un sencillo titulado «Yonkers».
En el libro Guerra Mundial Z del novelista Max Brooks, la ciudad de Yonkers es sede de la batalla entre los zombis y el Ejército de los Estados Unidos.
La obra de teatro Perdidos en Yonkers, del dramaturgo Neil Simon, estrenada en 1991, transcurre en su totalidad en esta ciudad, así como también la adaptación cinematográfica del mismo título, dirigida por Martha Coolidge y estrenada en 1993.